# Massartella devani
Massartella devani is een haft uit de familie Leptophlebiidae. De wetenschappelijke naam van de soort is voor het eerst geldig gepubliceerd in 2002 door Derka.
De soort komt voor in het Neotropisch gebied.